# Жаворонков Михайло Борисович
Жаворонков Михайло Борисович (28 грудня 1969, Львів - 27 травня 2022) — український фокусник, ілюзіоніст, маніпулятор, актор, режисер, новатор-винахідник української освітньої методики з мистецтва ілюзії та маніпуляції, член експертної ради щодо надання грантів Президента України молодим діячам у галузі циркового мистецтва для створення і реалізації творчих проектів, старший викладач в «КМАЕЦМ».

## Життєпис
Народився 1969 року у місті Львів.
У 1987 році закінчив Львівську середню школу №3. У 13 років, ще школярем, прийшов до циркової студії у місті Львів, де й зацікавився фокусами, обравши зазначений вид мистецтва на все життя. Після закінчення школи Михайло в 1987 році вступив до «Київського Державного училища естрадного та циркового мистецтва» на факультет-ілюзії та маніпуляції. У 1988 році був покликаний на стройову військову службу в "Ансамбль пісні та танцю чорноморського флоту" (за часів СССР) присвоєне звання - Матрос. 
У 1993 році закінчив училище отримав Диплом Молодшого спеціаліста зі Спеціальності - артист естради та цирку, ілюзіоніст. Був обраний кращим випускним ілюзійного випускного номеру, бравши участь у випускному гала- концерті, який на той час проходив у київському театрі «Оперети».
Після закінчення училищ почав гастролювати в багатьох країнах світу, на рахунку яких: Болгарія, Туреччина, Греція, Польща, Сирія, Німеччина.
В 1995 одружився з Кузьменко Наталією разом прожили та працювали 30 років. В артистичному арсеналі подружжя Жаворонкових було багато ілюзійних номерів, з якими вони виступали як для дітей, так і для дорослих, особливою частиною виділених виступів були перформанси для президентів України на великих сценічних майданчиках як Палац Україна, Жовтневий Палац, театр І.Франка. В репертуарі ілюзійного дуету можна було побачити : класичну маніпуляцію, мікро-ілюзію, левітацію жінки в повітрі (трансформація сукні в повітрі, під час левітації, чого раніше в світі ніхто не виконував. Авторський винахід Михайла Жаваронкова, летюча куля «Окіто» (виконавець Наталя Кузьменко), фокуси з пітоном, дуетний номер трансформації костюмів 14 разів. 
Головним номером Михайла Жаворонкова був ілюзійний дует з білими голубами. В номері з'являлись та зникали по черзі 10 білих голубів, квіти, свічки, змінювалась сукня на асистентці, цей сюжетний красивий номер був візитівкою ілюзійного дуету подружжя Жаворонкових, який так і називався «Формула кохання». 
Михайло Жаворонков першим в Україні почав використовувати в номері білих голубів, та розробив для цього номеру свою індивідуальну і унікальну техніку та методику, використовування голубів у фокусах, яку передав своєму сину Марку. Авторський винахід Жаворонкова та методика роботи з птахами, важливою ціллю якої залишалося обережне виконання виділеної репрезентації в якому птахам було безпечно та не загрожувало їх фізичному, а також психічному стану.
У 2000-му році Михайло Жаворонков прийшов викладати в Київську Муніципальну Академію Естрадного та Циркового Мистецтв на кафедру Циркових жанрів, клас - ілюзія та маніпуляція Педагогічний стаж Жаворонкова Михайла складав 20 років. Науково-педагогічний 5 років.
У 2001 році закінчив курси підвищення кваліфікації у Державній Академії Керівних Кадрів культури і мистецтв де підвищив кваліфікацію на тему « Удосконалення навчального процесу із спеціалізації ілюзія та маніпуляція», за фахом: Викладач коледжу із спеціалізації «Ілюзії та маніпуляції». Також, підвищував свою кваліфікацію у цій же академії у 2006, 2011, рр., у 2019 році, отримав свідоцтво про підвищення кваліфікації за програмую: «Інноваційні технології у навчальних процесах закладів вищої мистецької освіти». Де цю тему успішно практикував викладаючи ілюзію та маніпуляцію в КМАЕЦМ.
У 2003 році вступив на навчання до Державної Академії Керівних Кадрів культури і мистецтв на спеціальність – «Театральне мистецтво».
в 2008 році закінчив академію, отримав диплом «Спеціаліста» де здобув кваліфікацію «режисер, арт-директор (продюсер) театрально-видовищних форм мистецтва, викладач фахових дисциплін».
У 2017-2018 роках Михайло Жаворонков був режисер-постановник та виконавець єдиного в Україні шоу «Магія оркестру» – ексклюзивний театралізований шоу-концерт ілюзії у синтезі, з класичною музичною імпровізацією, під музичне виконання Національного академічного Президентського духового оркестру України. Диригент – Максим Гусак. (Ідея – С. Красовська).
За свою творчу, артистичну діяльність Михайло Жаворонков знявся в багатьох серіалах, як дублером, так і актором другорядної ролі, "Повернення Мухтара", "Коп з минулого","Весела хата", також знявся в повнометражному фільмі "Джура королевич"(режисер А. Гойда) - П-во Tresh prodakshin в 2019 р (фільм ще в роботі) дублер в телесеріалі «Шулер». 
Також знімався разом з дружиною в багатьох телепередачах як: проект Інтер «Все для тебе», ТРК Київ,"Ранок по Київські","Надвечір’я долі", (з Мар'яном Гаденко, "Вулик пана Савки", М1 "Гутен морген" [12],"Все буде кольорово",Телеканал Інтер «Корисна програма». 
У (2018- 2020) роках, член Експертної ради щодо надання грантів Президента України молодим діячам у галузі циркового мистецтва для створення і реалізації творчих проектів. Під час своєї педагогічної діяльності в Академії навчив, підготовив та випустив багато талановитих артистів естради та цирку, які брали участь у різних конкурсах, фестивалях та форумах ілюзіоністів .
За 20 років викладання ілюзії та маніпуляції в КМАЕЦМ Михайло Борисович перший та поки що єдиний започаткував свою методику викладання та створив програму навчання для студентів вищого учбового закладу. За свою яскраву кар’єру ілюзіоніста, він був надто скромною людиною і на високі звання ніколи не претендував, а завжди уникав всіляких можливостей отримати звання Заслуженого артиста. 
Михайло казав: «Найкраще звання і похвала для мене – це мій глядач!» А глядач його знав, та обожнював. Він жив своєю справою, студентами та улюбленими концертами, які окриляли його змушуючи очі світитися ще яскравіше.
27 травня 2022 року Михайло Жаворонков помер. Похований в м. Боярка на старому кладовищі.

## Наукова діяльність
- Ілюзіоністи сучасності // Науково-практична конференція Київ: КМАЕЦМ, 2015 р.[10]
- Костюм ілюзіоніста // Науково-практична конференція Київ: КМАЕЦМ, 2017р.[11]
- Ілюзіоністи зірки України // Науково-практична конференція Київ: КМАЕЦМ 2018р.[12]

## Сім'я
Дружина - Кузьменко Наталія Михайлівна, українська артистка вищої категорії, ілюзіоніст, режисер, викладач.
Син - Жаворонков Марк Михайлович, український фокусник, ілюзіоніст-маніпулятор, музикант відомий як «KOHANETS», викладач у КМАЕЦМ, аспірант - науковець в галузі філософії та культурології, перший український вчений мистецтва ілюзії.